# Verkehrssoziologie
Die Verkehrssoziologie oder soziologische Verkehrsforschung ist eine Einzelwissenschaft, die das räumlich mobile soziale Subjekt (vgl. Akteur) zum Ausgangspunkt hat. Ihre Forschungsbereiche umfassen das Verkehrsverhalten bzw. -handeln sowie die Bedeutung von Normen und Werten im Zusammenhang mit unterschiedlichen Fahrtzwecken (z. B. Berufs- und Freizeitverkehr) und -aspekten (z. B. der Verkehrsmittelwahl).

## Einzelheiten
Bis in die 1980er-Jahre hinein hatte die Verkehrssoziologie eher die Rolle einer Hilfswissenschaft für die Verkehrsgeographie inne. Sie war hauptsächlich mit der Bereitstellung von Verhaltensdaten zur Verkehrsplanung beschäftigt. Eigenständig entwickelte Forschungsarbeiten und sozialwissenschaftlich angeleitete Gestaltungsempfehlungen für die Verkehrspolitik wurden erst in  den 1990er-Jahren Ziel dieses soziologischen Arbeitsbereichs.